# Thecla gaina
Thecla gaina är en fjärilsart som beskrevs av William Chapman Hewitson 1870. Thecla gaina ingår i släktet Thecla och familjen juvelvingar. Inga underarter finns listade i Catalogue of Life.